# Mount Austin
Mount Austin ist ein Berg von 955 m Höhe, der als auffälliges Felsmassiv am Kopfende des Gardner Inlet an der Orville-Küste des westantarktishenEllsworthlands aufragt.
Entdeckt wurde er bei der Ronne Antarctic Research Expedition (1947–1948) unter der Leitung des US-amerikanischen Polarforschers Finn Ronne, der ihn nach Stephen F. Austin (1793–1836) benannte, einem der Gründer des US-Bundesstaates Texas.